# Le Nais
Naida Camarasa Castel (Balaguer, 1991), més coneguda amb el nom artístic de Le Nais, és una dissenyadors de joies i cantautora catalana en anglès, resident a Barcelona, de cançons pop i R&B contemporani «refinades, elegants i inspiradores».

## Discografia
- «Dancing» (senzill, 2018)[3]
- When I can't speak but I can sing (EP, Luup Records, 2020)
- Unshape love (doble senzill, 2021)[4]
- Am I (Luup Records, 2022)[5][6]